# Capenda Camulemba
Capenda Camulemba és un municipi de la província de Lunda-Nord. Té una població de 53.767 habitants. Comprèn les comunes de Capenda Camulemba i Xinge. Limita al nord amb el municipi de Cuango, a l'est amb el de Lubalo, al sud amb el de Cacolo, i a l'oest amb el municipi de Xá-Muteba.